# Velîkîi Lis, Șostka
Velîkîi Lis (în ucraineană Великий Ліс) este un sat în comuna Klîșkî din raionul Șostka, regiunea Sumî, Ucraina.

## Demografie
Componența lingvistică a localității Velîkîi Lis
     Ucraineană (97,83%)
     Rusă (2,17%)
Conform recensământului din 2001, majoritatea populației localității Velîkîi Lis era vorbitoare de ucraineană (97,83%), existând în minoritate și vorbitori de rusă (2,17%).